# Blepharidopterus chlorionis
Blepharidopterus chlorionis är en insektsart som först beskrevs av Thomas Say 1832.  Blepharidopterus chlorionis ingår i släktet Blepharidopterus och familjen ängsskinnbaggar. Inga underarter finns listade i Catalogue of Life.